# 威廉·弗里茨·冯·罗蒂希
威廉·弗里茨·冯·罗蒂希（Wilhelm Fritz von Roettig，1888年7月25日—1939年9月10日）是一位德国武装党卫队将官，参加了波蘭戰役，于战役期间阵亡，是第二次世界大战爆发以来歐洲戰場首位阵亡的将官。罗蒂希阵亡时的军衔是秩序警察少将、党卫队旅队领袖。